# Cameron Park (Califòrnia)
Cameron Park és una concentració de població designada pel cens dels Estats Units a l'estat de Califòrnia. Segons el cens del 2000 tenia 14.549 habitants.

## Demografia
Segons el cens del 2000, Cameron Park tenia 14.549 habitants, 5.537 habitatges, i 4.147 famílies. La densitat de població era de 763,2 habitants per km².
Dels 5.537 habitatges en un 37,4% hi vivien nens de menys de 18 anys, en un 59,9% hi vivien parelles casades, en un 10,9% dones solteres, i en un 25,1% no eren unitats familiars. En el 19,2% dels habitatges hi vivien persones soles el 7% de les quals corresponia a persones de 65 anys o més que vivien soles. El nombre mitjà de persones vivint en cada habitatge era de 2,63 i el nombre mitjà de persones que vivien en cada família era de 3.
Per edats la població es repartia de la següent manera: un 27,1% tenia menys de 18 anys, un 7,3% entre 18 i 24, un 29,1% entre 25 i 44, un 24,3% de 45 a 60 i un 12,3% 65 anys o més.
L'edat mitjana era de 38 anys. Per cada 100 dones de 18 o més anys hi havia 91,7 homes.
La renda mitjana per habitatge era de 59.678 $ i la renda mitjana per família de 66.279 $. Els homes tenien una renda mitjana de 51.002 $ mentre que les dones 34.897 $. La renda per capita de la població era de 26.677 $. Entorn del 3,7% de les famílies i el 5% de la població estaven per davall del llindar de pobresa.

## Poblacions més properes
El següent diagrama mostra les poblacions més properes.